# 이경진
이경진(李鏡珍, 1956년 10월 2일 ~ )은 대한민국의 배우다.

## 이력
1974년 연극배우로 첫 데뷔하였으며, 1975년 MBC 공채 탤런트 7기로 데뷔하였다.

## 학력
- 서울여자고등학교
- 서일전문대학 골프지도학과
- 호서대학교 골프학과

## 연기 활동

### 드라마
- 1975년 MBC 청소년드라마 《제3교실》
- 1975년 MBC 주간연속극 《신부일기》
- 1976년 MBC 창사특집극 《쇠랑산 처녀》
- 1977년 MBC 주간연속극 《타국》
- 1977년 MBC 주말연속극 《왜 그러지》 ... 송회 역
- 1978년 MBC 주말연속극 《도련님》 ... 남옥 역
- 1978년 MBC 8.15특집극 《뜨거운 손》
- 1978년 MBC 일일연속극 《자매들》
- 1979년 MBC 일일연속극 《기러기》
- 1979년 KBS 일일연속극 《장미의 거리》
- 1981년 KBS 일일연속극 《표적》 ... 간첩 김소산 역
- 1981년 KBS 6.25특집극 《에바다》 ... 수녀 역
- 1981년 KBS 단막극 《TV문학관 - 잃어버린 사람들》
- 1981년 KBS 단막극 《TV문학관 - 아리랑 아라리오》
- 1981년 KBS1 대하드라마 《대명》
- 1982년 KBS 단막극 《TV문학관 - 돌의 초상》
- 1982년 KBS2 일일연속극 《꽃바람》
- 1982년 KBS1 일일연속극 《행복의 계단》
- 1982년 KBS2 일일연속극 《세 자매》
- 1983년 KBS1 특집드라마 《어머님 날 낳으시고》
- 1983년 KBS2 일일연속극 《산유화》 ... 윤희 역
- 1983년 KBS2 금요연속극 《갈매기 처녀》
- 1985년 KBS1 특집드라마 《적도전선》
- 1987년 KBS1 일일연속극 《세월》 ... 윤지은 역
- 1988년 MBC 미니시리즈 《거리의 악사》 ... 수니 역
- 1988년 KBS2 주말연속극 《은혜의 땅》
- 1989년 KBS1 일일연속극 《회전목마》
- 1989년 KBS2 미니시리즈 《절반의 실패》〈제1화 고부갈등편〉 ... 며느리 역
- 1990년 KBS2 미니시리즈 《지워진 여자》 ... 채명주 역
- 1990년 MBC 주말연속극 《몽실언니》 ... 밀양댁 역
- 1991년 MBC 미니시리즈 《동의보감》 ... 허준 아내 역
- 1991년 KBS1 8.15특집극 《조명하》
- 1992년 KBS1 일일연속극 《정든 님》 ... 지원 역
- 1992년 MBC 드라마 《매혹》
- 1993년 MBC 대하드라마 《제3공화국》 ... 박영옥 역
- 1994년 SBS 주말극장 《사랑의 향기》
- 1994년 KBS1 청소년드라마 《사랑이 꽃피는 교실》 ... 형준 모 역
- 1995년 MBC 6.25특집극 《칠갑산》 ... 가희 모 역
- 1996년 SBS 일일시트콤 《아빠는 시장님》 ... 시장 부인 역
- 1997년 MBC 주말연속극 《그대 그리고 나》 ... 계순 역
- 1998년 SBS 특별기획드라마 《삼김시대》 ... 박영옥 역
- 1998년 KBS2 주말연속극 《종이학》 ... 나현 모 역
- 1999년 SBS 주말극장 《파도》 ... 영노 숙모 역
- 2000년 SBS 아침드라마 《용서》
- 2000년 MBC 특별기획 드라마 《꽃보다 아름다운 그녀》 ... 은수의 엄마 역
- 2001년 SBS 주말극장 《아버지와 아들》 ... 은주 모 역
- 2001년 SBS 드라마스페셜 《아름다운 날들》 ... 선재 모, 장명자 역
- 2002년 MBC 주말연속극 《여우와 솜사탕》 ... 선녀 모, 성구자 역
- 2003년 MBC 주말연속극 《죽도록 사랑해》 ... 조 여사 역
- 2003년 MBC 미니시리즈 《남자의 향기》
- 2004년 MBC 미니시리즈 《불새》 ... 이지은 모, 조현숙 역
- 2004년 MBC 추석특집극 《아버지의 바다》 ... 제천댁 역
- 2005년 SBS 주말특별기획 《봄날》 ... 은호 생모 역
- 2005년 SBS 금요드라마 《꽃보다 여자》
- 2005년 MBC 미니시리즈 《이별에 대처하는 우리의 자세》 ... 근영 모 역
- 2005년 KBS1 일일연속극 《별난여자 별난남자》 ... 장재옥 역
- 2007년 KBS2 미니시리즈 《달자의 봄》 ... 달자 모, 정정애 역
- 2007년 SBS 주말특별기획 《사랑에 미치다》 ... 재훈 모 역
- 2007년 SBS 청소년드라마 《달려라 고등어》 ... 공찬 모, 이금자 역
- 2007년 KBS2 미니시리즈 《경성스캔들》 ... 최학희 역
- 2007년 KBS2 단막극 《드라마시티 - 수맥을 잡아라》 ... 고진미 역
- 2008년 KBS2 단막극 《HD TV문학관 - 봄, 봄봄》 ... 점순 역
- 2008년 SBS 드라마스페셜 《온에어》 ... 이경민 모 역
- 2008년 KBS2 미니시리즈 《강적들》 ... 강수호 모 역
- 2008년 KBS2 일일연속극 《돌아온 뚝배기》 ... 옥자 역
- 2009년 MBC 미니시리즈 《신데렐라 맨》 ... 유진 모 역
- 2010년 SBS 아침연속극 《여자를 몰라》 ... 한평자 역
- 2011년 KBS 4부작드라마 《KBS 드라마 스페셜 - 특별수사대 MSS》 ... 강경희 역
- 2011년 SBS 미니시리즈 《내게 거짓말을 해봐》 ... 심애경 역
- 2011년 SBS 주말극장 《내일이 오면》 ... 윤원자 역
- 2012년 TV조선 미니시리즈 《지운수대통》 ... 운수 모, 나 여사 역
- 2013년 MBC 주말연속극 《금 나와라, 뚝딱!》 ... 현수 생모 진숙 역 (특별출연)
- 2014년 KBS1 저녁일일극 《고양이는 있다》 ... 한영숙 역
- 2015년 KBS2 저녁일일드라마 《다 잘될 거야》 ... 김순임 역
- 2016년 MBC 일일특별기획 《워킹 맘 육아 대디》 ... 옥수란 역
- 2017년 SBS 드라마스페셜 《사임당, 빛의 일기》 ... 용인 이씨 역
- 2018년 KBS2 TV소설 《파도야 파도야》 ... 이옥분 역
- 2018년 KBS2 저녁일일드라마 《끝까지 사랑》 ... 정희 역
- 2021년 SBS 아침연속극 《아모르 파티 - 사랑하라, 지금》 ... 서순분 역
- 2022년 MBC 금토드라마 《닥터 로이어》 ... 김정혜 역 (특별출연)
- 2022년 KBS2 주말연속극 《삼남매가 용감하게》 ... 유정숙 역

### 영화
- 1990년 영화 《엄마 아빠는 천국에》
- 1991년 영화 《병팔이의 일기》 ... 태호 역
- 1991년 영화 《칙칙이의 내일은 챔피언》
- 1995년 영화 《영원한 제국》 ... 문신 역
- 2005년 영화 《연애술사》 ... 희진 모 역
- 2005년 영화 《극장전》 ... 소년의 어머니 역
- 2006년 영화 《청춘 만화》 ... 달래 모 역
- 2008년 영화 《너를 잊지 않을 거야》 ... 어머니 역
- 2010년 영화 《비처럼 음악처럼》 ... 정 여사 역
- 2013년 영화《완전 소중한 사랑》 ... 온유 모 역
- 2015년 영화 《오늘의 연애》 ... 준수 모 역
- 2015년 영화 《비밀》 ... 유신 모 역
- 2018년 영화 《아일라》 ... 성인 아일라 역
- 2023년 영화 《잠》 ... 수진 모 역

## 방송
- KBS1 《가정요리》 ... MC
- KBS 라디오 《한낮에 가로수를 누비며》 ... DJ
- KBS2 《TV는 사랑을 싣고》 ... 게스트
- KBS2 《퀴즈탐험 신비의 세계》 ... 게스트
- KBS2 《박원숙의 같이 삽시다 시즌3》 ... 고정 출연자

## 광고
- 1976년 LG생활건강 (락스, 화이트 비누, 하이타이, 화이트 치약)
- 1976년 신세계백화점
- 1982년 ~ 1985년 LG전자 (전자레인지, 백조 세탁기, 전천후 디럭스 냉장고, 레이디 세탁기, 무선 전화기, 패미콤, 칼라 TV "뉴 하이테크", 슬림형 에어컨, 전자식 VTR)
- 1987년 부광약품 훼로바
- 1987년 ~ 1992년 CJ제일제당 (백설 조미료 2.5, 백설 참기름, 불고기양념, 김치참치, 백설햄 <소프트햄, 불고기햄, 동그랑땡, 새우동그랑땡, 더블 후랑크, 피자 후랑크, 크로커다일 비엔나, 울리불리, 동그랑땡, 새우 동그랑땡, 롱팸>, 제일냉동식품 <탄생편, 새우모듬튀김, 소프트돈까스, 고로케삼총사, 새댁만두, 알찬만두, 도시락햄버그, 꼬마돈까스, 꼬마주먹밥, 백설핫도그), 백설냉동(새로운 이름편, 꼬마불고기, 양념갈비, 백설 핫파이)
- 1993년 한국가스안전공사
- 1993년 아모레퍼시픽 (설록차, 고농축 빨래박사)
- 1996년 한국얀센 타이레놀 PM

## 수상
- 1981년 제8회 한국방송대상 연기상 《에바다》
- 1981년 제17회 백상예술대상 TV부문 여자신인연기상
- 1983년 제19회 백상예술대상 TV부문 여자최우수연기상
- 1985년 제1회 KBS자체평가상 연기상
- 1998년 해양수산부 명예선원증